# Konstytucja Wolnego Miasta Gdańska
Konstytucja Wolnego Miasta Gdańska (niem. Die Verfassung der Freien Stadt Danzig) – akt prawny z 17 listopada 1920 regulujący ustrój polityczny i społeczno–ekonomiczny Wolnego Miasta Gdańska, w tym określający podstawowe prawa i obowiązki obywatelskie. 

## Geneza
Zgodnie z art. 103 traktatu wersalskiego, Wolne Miasto Gdańsk powinno posiadać konstytucję napisaną przez odpowiednio ustalonych reprezentantów Wolnego Miasta Gdańska w porozumieniu z Wysokim Komisarzem i uzgodnioną z Ligą Narodów. Konstytucja ta powinna być gwarantowana przez Ligę Narodów.

## Poszczególne części Konstytucji
Konstytucja Wolnego Miasta Gdańska w części pierwszej, rozdziale I definiowała podstawowe aspekty struktury państwa, m.in. w art. 1 mówiła: "Miasto Gdańsk i z nim powiązane terytorium tworzą pod nazwą "Wolne Miasto Gdańsk" państwo wolnościowe." (niem. "Die Stadt Danzig und das mit ihr verbundene Gebiet bilden unter der Benennung "Freie Stadt Danzig" einen Freistaat."). Rozdział II regulował działalność Volkstagu - parlamentu Wolnego Miasta, rozdział III regulował działalność Senatu WMG, czyli władzy wykonawczej. Kolejne rozdziały dotyczyły prawodawstwa, administracji publicznej, wymiaru sprawiedliwości oraz gmin i władz lokalnych. Część druga poświęcona była zasadniczym prawom i obowiązkom, jej rozdziały dotyczyły obywateli, urzędników państwowych, religii i związków religijnych, oświaty i szkolnictwa oraz gospodarki.